# Động đất Sunbury 2023
Động đất Sunbury 2023 (tiếng Anh: 2023 Sunbury earthquake) là trận động đất xảy ra vào lúc 23:41 (theo giờ địa phương), ngày 28 tháng 5 năm 2023. Trận động đất có cường độ 4,0 richter (theo Cục Khoa học Địa chất Úc), tâm chấn độ sâu khoảng 2 km. Trận động đất không gây thiệt hại về người.